# Velars-sur-Ouche
Velars-sur-Ouche település Franciaországban, Côte-d’Or megyében. Lakosainak száma 1829 fő (2022. január 1.). Velars-sur-Ouche Plombières-lès-Dijon, Corcelles-les-Monts, Flavignerot, Fleurey-sur-Ouche, Lantenay és Valforêt községekkel határos.

## Népesség
A település népessége az elmúlt években az alábbi módon változott:
| Lakosok száma | 792  | 1313 | 1422 | 1626 | 1716 | 1688 | 1698 | 1744 | 1777 | 1829 |
|               | 1968 | 1982 | 1990 | 2006 | 2013 | 2015 | 2017 | 2019 | 2020 | 2022 |